# 2-я Тверская улица (Краснодар)
2-я Тверская улица — улица посёлка Российского в Прикубанском округе города Краснодара.

## Расположение

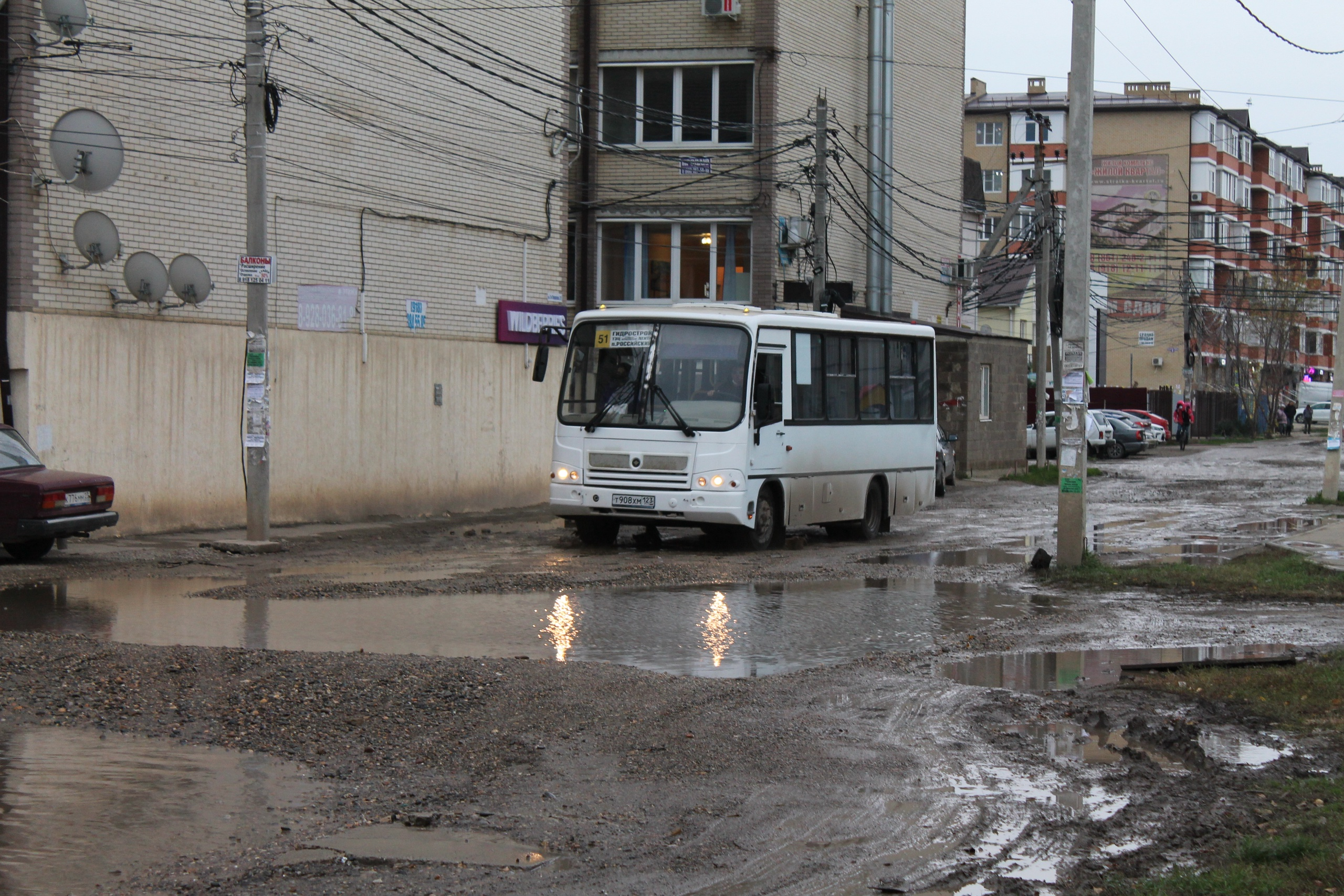
2-я Тверская улица до реконструкции дороги. Декабрь 2021 года

Улица расположена в северо-восточной части Краснодара, между улицей Комарова с севера и улицей Ратной Славы с юга.

## История
Название улица получила в 1977 году, когда вошла в состав посёлка Российского. Активно застраивалась с 2010-х годов частными и многоквартирными домами.
Длина улицы всего 330 метров. С одной стороны она застроена домами, с другой стороны находится территория, где ведётся строительство школы.

## Инфраструктура
Транспортная доступность обеспечивается автобусами № 1, 51, 91.
Ведётся строительство детского сада и школы.